# STS-8
STS-8, voluit Space Transportation System-8, was een Spaceshuttlemissie van de NASA waarbij de Spaceshuttle Challenger gebruikt werd. De Challenger werd gelanceerd op 30 augustus 1983. Dit was de achtste Spaceshuttlemissie en de derde vlucht van de Challenger. Ook was dit de eerste missie met een nachtlancering en landing, waarbij twee satellieten geïnstalleerd moesten worden.

## Bemanning
- Richard H. Truly (2), bevelhebber
- Daniel C. Brandenstein (1), piloot
- Dale A. Gardner (1), missiespecialist
- Guion S. Bluford, Jr. (1), missiespecialist
- William E. Thornton (1), missiespecialist

tussen haakjes staat het aantal vluchten die de astronaut gevlogen zou hebben na STS-8

## Missieparameters
- Massa
  - Shuttle bij lancering: 110.105 kg
  - Shuttle bij landing: 92.506 kg
  - Vracht: 13.642 kg
- Perigeum: 306 km
- Apogeum: 313 km
- Glooiingshoek: 28,5°
- Omlooptijd: 90,7 min